# Drużynowe Mistrzostwa Polski na Żużlu 1957
Drużynowe Mistrzostwa Polski na Żużlu 1957 – 10. edycja drużynowych mistrzostw Polski, organizowanych przez Polski Związek Motorowy (PZMot).
Zwycięzca I Ligi zostaje mistrzem Polski w sezonie 1957. Obrońcą tytułu z poprzedniego sezonu jest Górnik Rybnik.

## I Liga

### Ostateczna kolejność DMP 1957
| Poz. | Klub                  | Pkt. | Z  | R | P  | +/−  |
| ---- | --------------------- | ---- | -- | - | -- | ---- |
| 1    | Górnik Rybnik         | 28   | 14 | 0 | 0  | +337 |
| 2    | Sparta Wrocław        | 18   | 9  | 0 | 5  | +82  |
| 3    | Polonia Bydgoszcz     | 16   | 8  | 0 | 6  | +71  |
| 4    | Włókniarz Częstochowa | 14   | 7  | 0 | 7  | +60  |
| 5    | Legia Warszawa        | 14   | 7  | 0 | 7  | +17  |
| 6    | Śląsk Świętochłowice  | 10   | 5  | 0 | 9  | –160 |
| 7    | Tramwajarz Łódź       | 6    | 3  | 0 | 11 | –193 |
| 8    | Kolejarz Rawicz       | 6    | 3  | 0 | 11 | –214 |

## II Liga

### Ostateczna kolejność DM II ligi 1957[1]
| Poz. | Klub                  | Pkt. | Z  | R | P  | +/−  |
| ---- | --------------------- | ---- | -- | - | -- | ---- |
| 1    | Stal Rzeszów          | 22   | 11 | 0 | 1  | +199 |
| 2    | Unia Leszno           | 22   | 11 | 0 | 1  | +174 |
| 3    | Skra Warszawa         | 14   | 7  | 0 | 5  | +41  |
| 4    | Gwardia Katowice      | 8    | 4  | 0 | 8  | -38  |
| 5    | Stal Gorzów Wlkp.     | 8    | 4  | 0 | 8  | –111 |
| 6    | Ostrovia Ostrów Wlkp. | 6    | 3  | 0 | 9  | –95  |
| 7    | LPŻ Lublin            | 4    | 2  | 0 | 10 | –156 |

## III Liga

### Kolejność DM III ligi 1957 grupa „północ”
| Poz. | Klub             | Pkt.                 | Z                    | R                    | P                    | +/−                  |
| ---- | ---------------- | -------------------- | -------------------- | -------------------- | -------------------- | -------------------- |
| 1    | Start Gniezno    | 12                   | 6                    | 0                    | 2                    | +80                  |
| 2    | Polonia Piła     | 10                   | 5                    | 0                    | 3                    | +30                  |
| 3    | Sparta Śrem      | 8                    | 4                    | 0                    | 4                    | +35                  |
| 4    | LPŻ Gdańsk       | 8                    | 4                    | 0                    | 4                    | -63                  |
| 5    | LPŻ Zielona Góra | 2                    | 1                    | 0                    | 7                    | -82                  |
| 6    | Olimpia Poznań   | Wycofana z rozgrywek | Wycofana z rozgrywek | Wycofana z rozgrywek | Wycofana z rozgrywek | Wycofana z rozgrywek |

### Kolejność DM III ligi 1957 grupa „południe”
| Poz. | Klub              | Pkt. | Z | R | P | +/− |
| ---- | ----------------- | ---- | - | - | - | --- |
| 1    | AMK Kraków        | 12   | 6 | 0 | 2 | +54 |
| 2    | CWK Czeladź       | 12   | 6 | 0 | 2 | +27 |
| 3    | Unia Tarnów       | 8    | 4 | 0 | 4 | -26 |
| 4    | Legia Krosno      | 6    | 3 | 0 | 5 | -39 |
| 5    | Sparta II Wrocław | 2    | 1 | 0 | 7 | -56 |